# Kloster San Pietro della Canonica
Kloster San Pietro della Canonica ist eine ehemalige Zisterzienserabtei in Kampanien in Italien. Es lag in Amalfi in der Provinz Salerno.

## Geschichte
Der aus Amalfi stammende Kardinal Petrus Capuanus gründete 1212 mit seinem Bruder Mansone und seinem Neffen Giovanni 1212 außerhalb von Amalfi ein Kloster, das er für die Kanoniker aus dem Lateran bestimmte, denen auch die nahegelegene, wesentlich ältere Kirche San Pietro in Toczulo übergeben wurde. Die Kanoniker wurden daraufhin als „Kanoniker von San Pietro“ bezeichnet und das Kloster wurde „San Pietro della Canonica“ genannt. Schon 1214 folgten auf sie die Zisterzienser. Das Kloster, zunächst ein Priorat, wurde der Abtei Fossanova unterstellt, aus der auch der 1223 ernannte erste Abt, Nicola da S. Germano, kam. Jedoch wird in den Ordensgenealogien das Kloster Clairvaux als Mutterkloster bezeichnet. 1360 wurde der Abt Bernardo Boninsegni mit der Leitung des Klosters Santa Maria di Mirteto bei Pisa betraut. Später fiel das Kloster in Kommende. 
1583 folgten die Kapuziner auf die Zisterzienser.

## Anlage und Bauten
Der Kreuzgang aus dem 13. Jahrhundert ist erhalten. Ein Teil der Anlage dient als „Grand Hotel Convento di Amalfi“.